# Parada Eldorado
A Parada Eldorado, posteriormente conhecida como Eletrocloro e ou Elclor, foi uma parada pertencente a Estrada de Ferro Santos-Jundiaí. Ela foi construída em 1950 pela empresa ferroviária para atender aos funcionários da fabrica de produtos químicos Elclor (abreviação de Eletrocloro), atualmente Unipar Indupa, aberta em 16 de julho de 1948 e que está localizada ao lado da parada.
A parada ficava localizada na altura do Km 38 da EFSJ, no município de Santo André.
No dia 8 de setembro de 1966, a parada passou a ser chamada oficialmente de Eletrocloro. Por ter uma baixa utilização, nunca foi elevada à categoria de estação, não aparecendo em mapas. Em 1978, a empresa Eletrocloro foi multada pela CETESB após ser flagrada despejando ácido no Rio Grande, sendo o terceiro incidente do tipo no ano. O risco de acidentes e vazamentos da planta industrial fez com que a parada fosse desativada pela RFFSA à pedido da Eletrocloro em 15 de setembro de 1981. Apesar de alguns protestos da população local, a parada nunca foi reaberta, tendo sido demolida em meados de 1982.